# فطر المظلة
ماكروليبيوتا بروسيرا (بالإنجليزية: Macrolepiota procera) أو فطر المظلة، هو فطر من فصيلة الدعاميات، ذو جسم ثمري كبير بارز يشبه المظلة. وهو نوع شائع في التربة جيدة التصريف. يوجد منفردًا أو في مجموعات وفي حلقات في المراعي، وأحيانًا في الغابات. وهو منتشر على نطاق واسع في المناطق المعتدلة من أوراسيا، وربما في أمريكا الشمالية، هناك حاجة إلى مزيد من البحث للتأكد من أن العينات الموجودة في أمريكا الشمالية هي من نفس النوع.

## التصنيف
وصف الفطر أول مرة في عام 1772 من قبل عالم الطبيعة الإيطالي جوفاني أنطونيو سكوبولي، الذي أطلق عليه اسم آغاريكاس بروسيرا. نقله رولف سنجر إلى جنس ماكروليبيوتا في عام 1948.